# Deux Secondes (film, 1998)
Pour le film de 1932, voir Deux Secondes (film, 1932).
Pour plus de détails, voir Fiche technique et Distribution.
Deux Secondes, commercialement typographié 2 secondes, est un film québécois réalisé par Manon Briand et sorti en 1998.

## Synopsis
Laurie, coureuse cycliste, est remerciée pour 2 secondes perdues sur une course. Elle ne pense qu'au vélo, entre sa mère malade et son frère passionné de physique. Le vieux Lorenzo va peu à peu se prendre d'affection pour elle.

## Fiche technique
- Titre : Deux Secondes
- Réalisation : Manon Briand
- Scénario : Manon Briand
- Montage : Richard Comeau
- Musique : Dominique Grand, Sylvain-Charles Grand
- Photographie : James Gray
- Production : Roger Frappier
- Budget : 1 900 000 $
- Durée : 100 minutes
- Dates de sortie :
  - Canada : 11 septembre 1998
  - France : 25 juin 2003

## Distribution
- Charlotte Laurier : Laurie
- Dino Tavarone : Lorenzo
- Jonathan Bolduc : Jeune Lorenzo
- Suzanne Clément : La Bella
- Yves P. Pelletier : Steff
- Louise Forestier : Mère de Laurie
- André Brassard : Gasket
- Pascal Auclair : Leblond
- JiCi Lauzon : Willie
- France Galarneau : Marcia
- Alexis Bélec : Tom
- Jude-Antoine Jarda : Grolo
- Marie-Hélène Gagnon : Mme Blackburn
- Stéphanie Morgenstern
- Denis Trudel : Acheteur
- Gilbert Turp : Client pressé

## Production
Le film a été tourné à Montréal.

## Récompenses et distinctions
Récompenses
- Le film remporte trois prix lors du festival des films du monde de Montréal : ceux de la meilleure mise en scène, du meilleur premier long métrage et du meilleur film canadien[1].

Nominations
- Il a été nommé pour le prix Jutra du meilleur film en 1999.